# Sybille van Gages
De heilige Sybille ( - Aywières, rond 1250) werd geboren in de familie van de heren van Gages. Ze was begijn in Nijvel en trad nadien in in het klooster van Aywières in Couture-Saint-Germain. Ze was een vriendin van Lutgardis van Tongeren en stelde een Latijns opschrift op voor haar grafsteen. Sybille stierf in Aywières. Haar gebeente werd in 1611 door de abt van de Abdij van Aulne opgegraven en bevindt zich nu in de kerken van Itter en Gages.
Haar feestdag is op 9 oktober.